# NBA All-Star Game Most Valuable Player Award

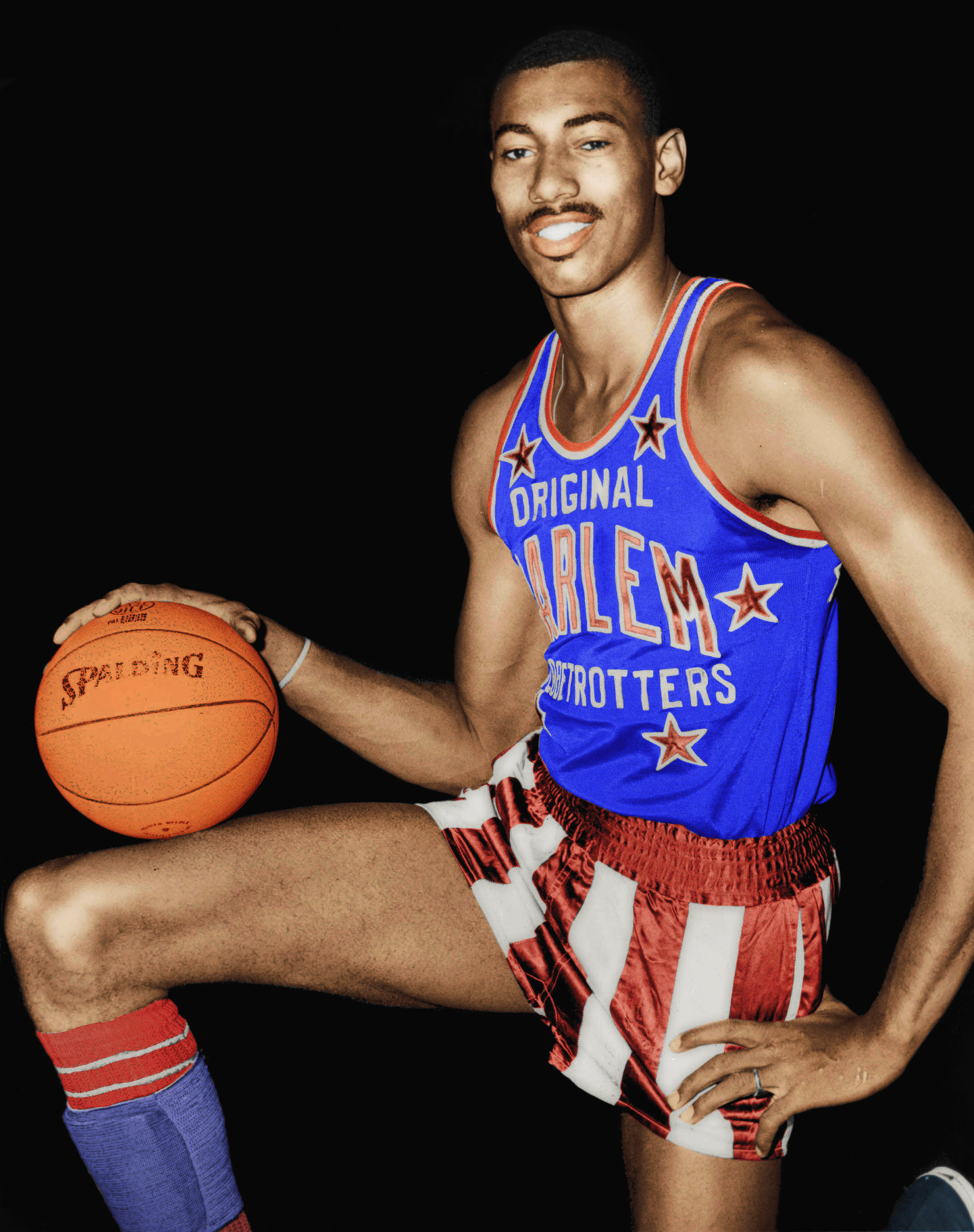
Wilt Chamberlain wygrał tę nagrodę podczas meczu gwiazd w 1960 roku

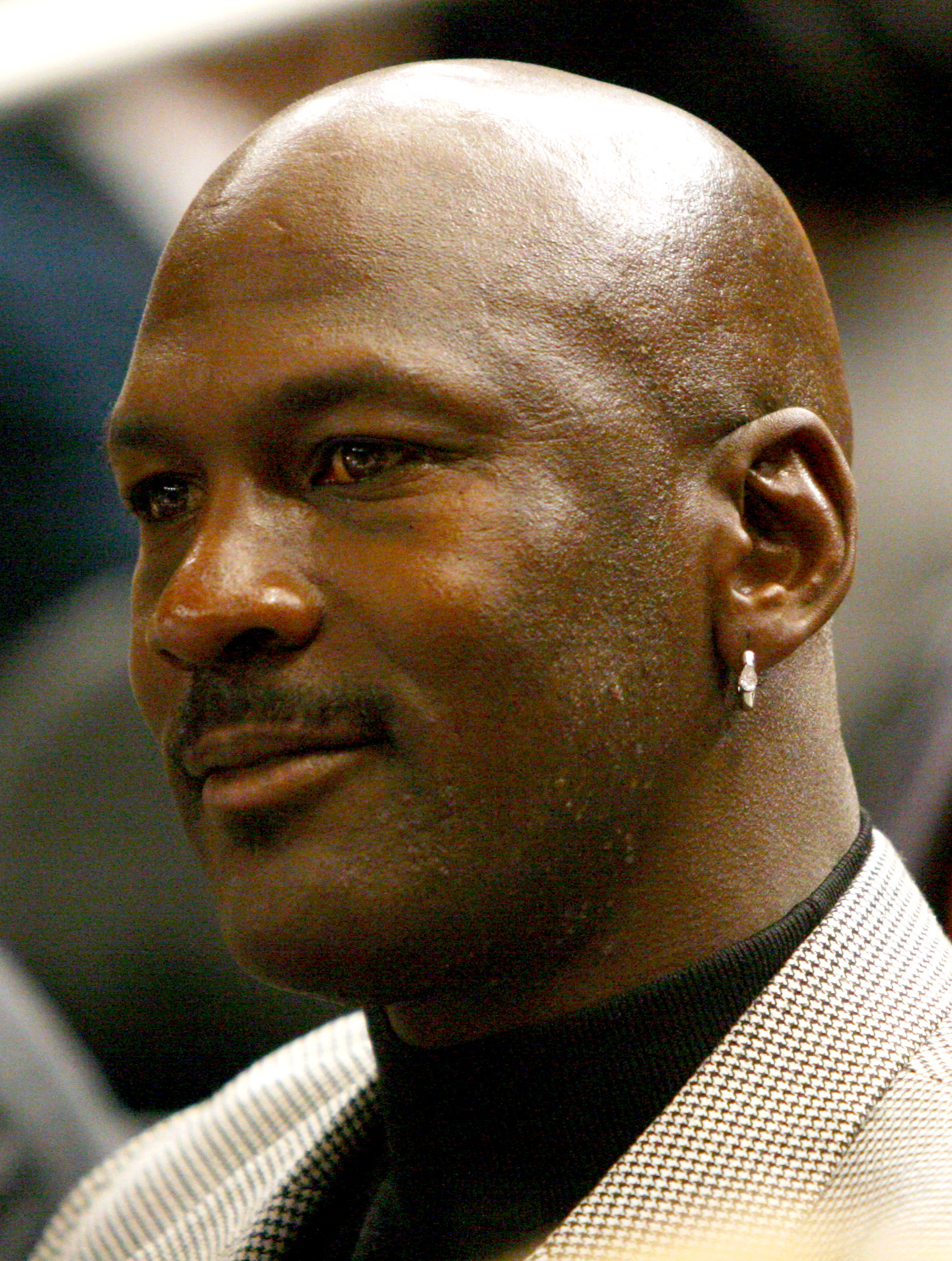
Michael Jordan wygrał tę nagrodę trzykrotnie

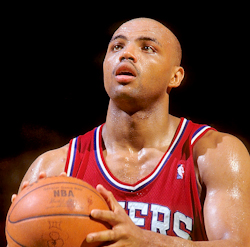
Charles Barkley wygrał tę nagrodę podczas meczu gwiazd w 1991 roku

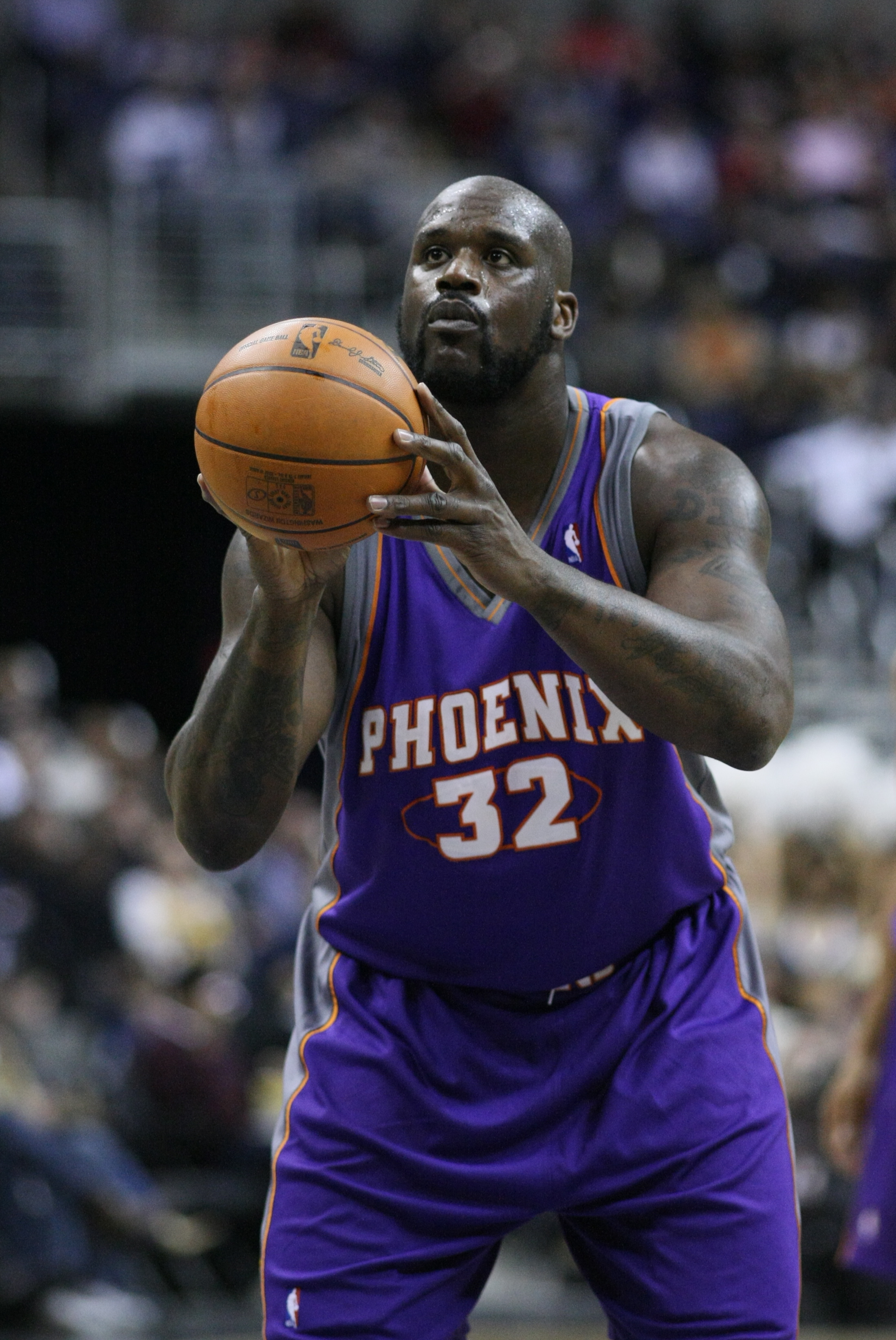
Shaquille O’Neal wygrał ją trzykrotnie podczas całej kariery

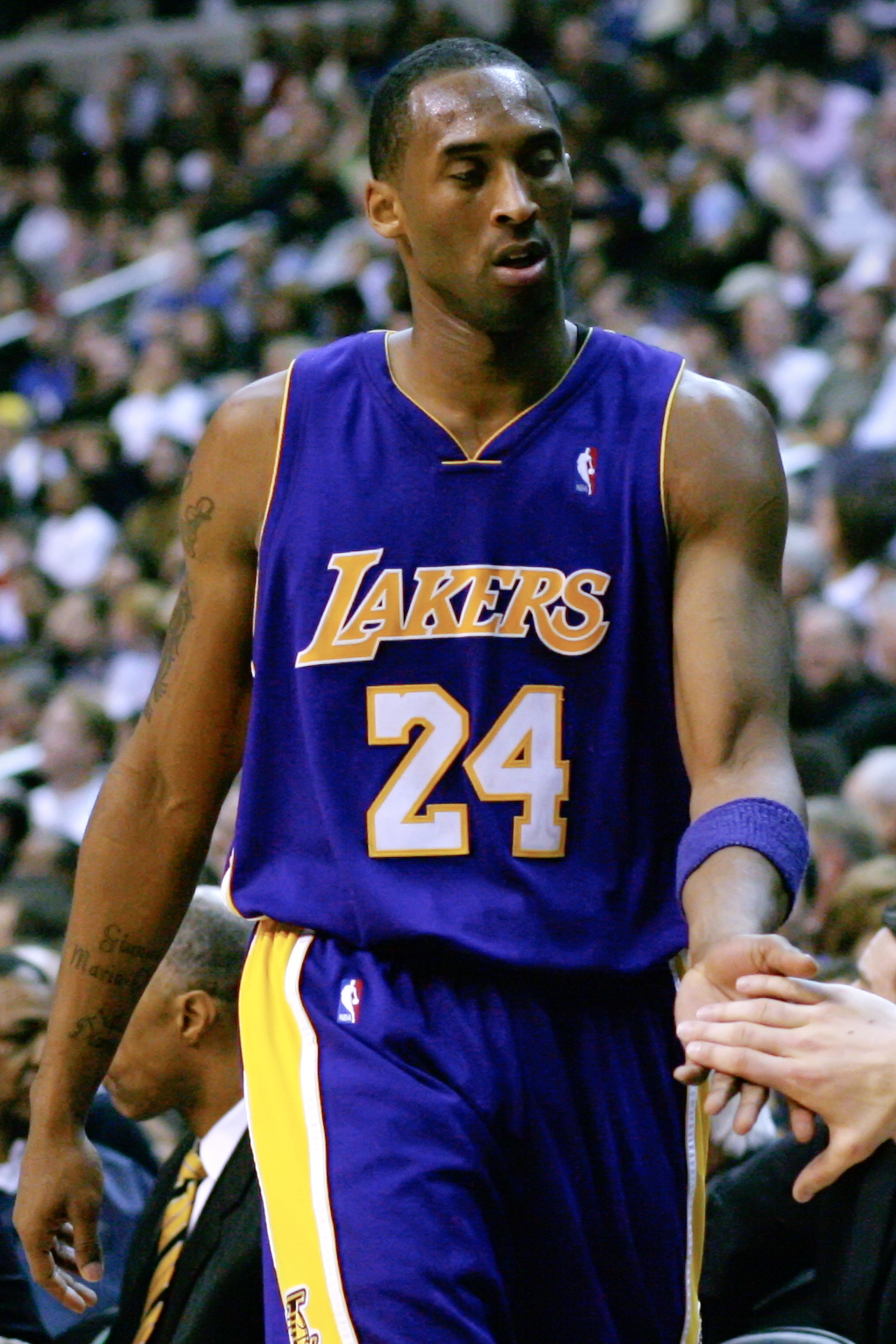
Kobe Bryant zdobył ją czterokrotnie podczas całej kariery

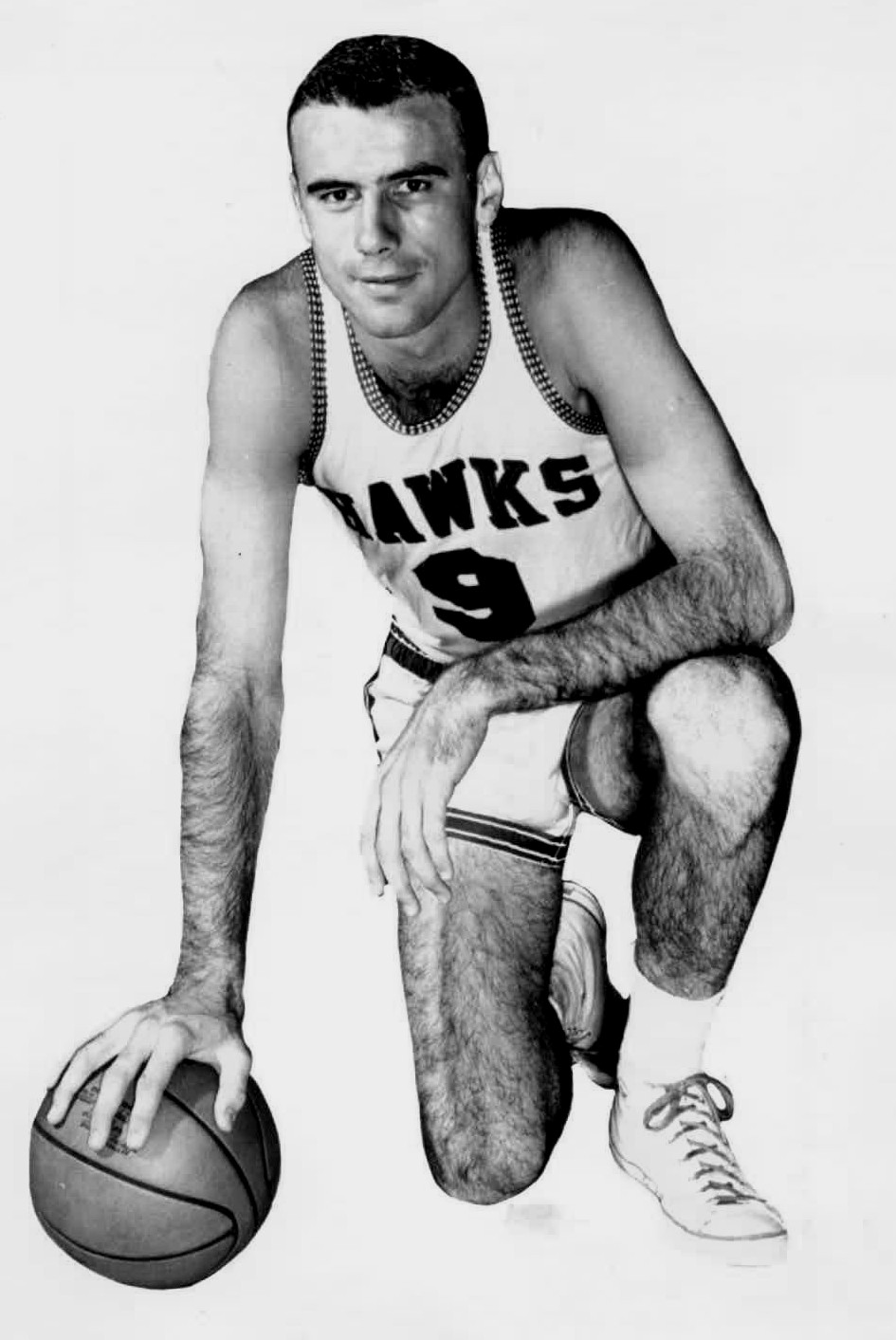
Bob Pettit – czterokrotny laureat nagrody

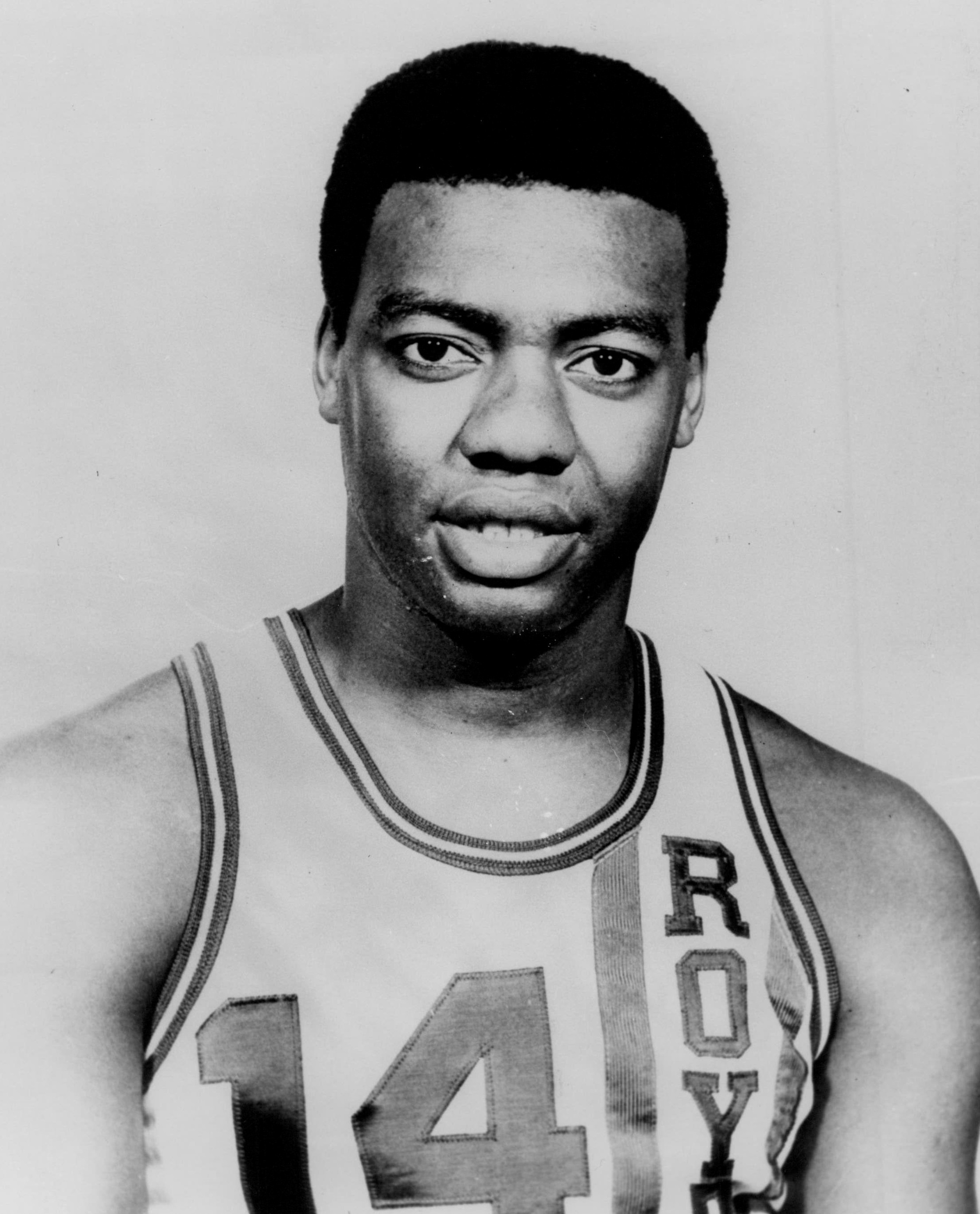
Oscar Robertson – trzykrotny zwycięzca

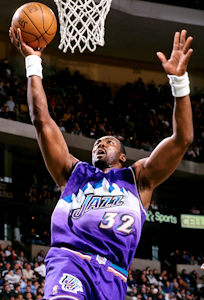
Karl Malone – dwukrotny triumfator

Nagroda dla najbardziej wartościowego gracza meczu gwiazd NBA (ang. National Basketball Association All-Star Game Most Valuable Player (MVP)) odbywającego się podczas weekendu gwiazd NBA. Nagroda przyznawana jest począwszy od pierwszego meczu gwiazd rozgrywającego się w Boston Garden w 1951 roku. Podczas pierwszych dwóch meczów gwiazd o losach nagrody decydowały władze ligi. Od 1953 roku osobami decyzyjnymi są przedstawiciele mediów. Nagrodę zdobywa zawodnik (lub zawodnicy), który otrzyma najwięcej głosów. W 1999 roku nie przyznawano nagrody MVP meczu gwiazd, ponieważ liga z powodu lokautu odwołała cały weekend gwiazd.
Bob Pettit i Kobe Bryant są jedynymi zawodnikami, którzy wygrywali nagrodę dla najbardziej wartościowego zawodnika meczów gwiazd czterokrotnie. Oscar Robertson, Michael Jordan i Shaquille O’Neal zdobywali ją trzykrotnie, zaś Bob Cousy, Julius Erving, Isiah Thomas, Magic Johnson, Karl Malone, Allen Iverson, LeBron James i Russell Westbrook otrzymali ją dwukrotnie. James wygrywając ją podczas meczu gwiazd NBA w 2006 roku stał się najmłodszym zawodnikiem w historii, któremu ją przyznano (miał 21 lat). Nagroda czterokrotnie była przyznawana dwóm zawodnikom: w 1959 roku otrzymali ją Elgin Baylor i Pettit, w 1993 roku dwaj zawodnicy Utah Jazz John Stockton i Malone, w 2000 roku O’Neal i Tim Duncan, a w 2009 roku otrzymali ją Bryant i O’Neal. O’Neal jest jedynym zawodnikiem w historii, który dzielił tę nagrodę z innym zawodnikiem dwukrotnie. Zawodnicy grający w Los Angeles Lakers zdobywali tę nagrodę jedenastokrotnie, zaś reprezentanci Bostonu Celtics dziewięciokrotnie.

## Lista triumfatorów
|              | Zawodnik wciąż grający w NBA                             |
|              | Zawodnik włączony do koszykarskiej galerii sław          |
| Zawodnik (X) | Liczba zdobytych do danego roku tytułów MVP meczu gwiazd |

| Rok  | Zawodnik              | Drużyna                |
| ---- | --------------------- | ---------------------- |
| 1951 | Ed Macauley           | Boston Celtics         |
| 1952 | Paul Arizin           | Philadelphia Warriors  |
| 1953 | George Mikan          | Minneapolis Lakers     |
| 1954 | Bob Cousy             | Boston Celtics         |
| 1955 | Bill Sharman          | Boston Celtics         |
| 1956 | Bob Pettit            | St. Louis Hawks        |
| 1957 | Bob Cousy (2)         | Boston Celtics         |
| 1958 | Bob Pettit (2)        | St. Louis Hawks        |
| 1959 | Elgin Baylor          | Minneapolis Lakers     |
| 1959 | Bob Pettit (3)        | St. Louis Hawks        |
| 1960 | Wilt Chamberlain      | Philadelphia Warriors  |
| 1961 | Oscar Robertson       | Cincinnati Royals      |
| 1962 | Bob Pettit (4)        | St. Louis Hawks        |
| 1963 | Bill Russell          | Boston Celtics         |
| 1964 | Oscar Robertson (2)   | Cincinnati Royals      |
| 1965 | Jerry Lucas           | Cincinnati Royals      |
| 1966 | Adrian Smith          | Cincinnati Royals      |
| 1967 | Rick Barry            | San Francisco Warriors |
| 1968 | Hal Greer             | Philadelphia 76ers     |
| 1969 | Oscar Robertson (3)   | Cincinnati Royals      |
| 1970 | Willis Reed           | New York Knicks        |
| 1971 | Lenny Wilkens         | Seattle SuperSonics    |
| 1972 | Jerry West            | Los Angeles Lakers     |
| 1973 | Dave Cowens           | Boston Celtics         |
| 1974 | Bob Lanier            | Detroit Pistons        |
| 1975 | Walt Frazier          | New York Knicks        |
| 1976 | Dave Bing             | Washington Bullets     |
| 1977 | Julius Erving         | Philadelphia 76ers     |
| 1978 | Randy Smith           | Buffalo Braves         |
| 1979 | David Thompson        | Denver Nuggets         |
| 1980 | George Gervin         | San Antonio Spurs      |
| 1981 | Nate Archibald        | Boston Celtics         |
| 1982 | Larry Bird            | Boston Celtics         |
| 1983 | Julius Erving (2)     | Philadelphia 76ers     |
| 1984 | Isiah Thomas          | Detroit Pistons        |
| 1985 | Ralph Sampson         | Houston Rockets        |
| 1986 | Isiah Thomas (2)      | Detroit Pistons        |
| 1987 | Tom Chambers          | Seattle SuperSonics    |
| 1988 | Michael Jordan        | Chicago Bulls          |
| 1989 | Karl Malone           | Utah Jazz              |
| 1990 | Magic Johnson         | Los Angeles Lakers     |
| 1991 | Charles Barkley       | Philadelphia 76ers     |
| 1992 | Magic Johnson (2)     | Los Angeles Lakers     |
| 1993 | John Stockton         | Utah Jazz              |
| 1993 | Karl Malone (2)       | Utah Jazz              |
| 1994 | Scottie Pippen        | Chicago Bulls          |
| 1995 | Mitch Richmond        | Sacramento Kings       |
| 1996 | Michael Jordan (2)    | Chicago Bulls          |
| 1997 | Glen Rice             | Charlotte Hornets      |
| 1998 | Michael Jordan (3)    | Chicago Bulls          |
| 1999 | nie przyznawano       |                        |
| 2000 | Shaquille O’Neal      | Los Angeles Lakers     |
| 2000 | Tim Duncan            | San Antonio Spurs      |
| 2001 | Allen Iverson         | Philadelphia 76ers     |
| 2002 | Kobe Bryant           | Los Angeles Lakers     |
| 2003 | Kevin Garnett         | Minnesota Timberwolves |
| 2004 | Shaquille O’Neal (2)  | Los Angeles Lakers     |
| 2005 | Allen Iverson (2)     | Philadelphia 76ers     |
| 2006 | LeBron James          | Cleveland Cavaliers    |
| 2007 | Kobe Bryant (2)       | Los Angeles Lakers     |
| 2008 | LeBron James (2)      | Cleveland Cavaliers    |
| 2009 | Kobe Bryant (3)       | Los Angeles Lakers     |
| 2009 | Shaquille O’Neal (3)  | Phoenix Suns           |
| 2010 | Dwyane Wade           | Miami Heat             |
| 2011 | Kobe Bryant (4)       | Los Angeles Lakers     |
| 2012 | Kevin Durant          | Oklahoma City Thunder  |
| 2013 | Chris Paul            | Los Angeles Clippers   |
| 2014 | Kyrie Irving          | Cleveland Cavaliers    |
| 2015 | Russell Westbrook     | Oklahoma City Thunder  |
| 2016 | Russell Westbrook (2) | Oklahoma City Thunder  |
| 2017 | Anthony Davis         | New Orleans Pelicans   |
| 2018 | LeBron James (3)      | Cleveland Cavaliers    |
| 2019 | Kevin Durant (2)      | Golden State Warriors  |
| 2020 | Kawhi Leonard         | Los Angeles Clippers   |
| 2021 | Janis Andetokunmbo    | Milwaukee Bucks        |
| 2022 | Stephen Curry         | Golden State Warriors  |
| 2023 | Jayson Tatum          | Boston Celtics         |
| 2024 | Damian Lillard        | Milwaukee Bucks        |
| 2025 | Stephen Curry (2)     | Golden State Warriors  |

## Klasyfikacja zawodników

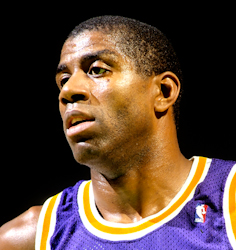
Magic Johnson zdobywał nagrodę dwukrotnie w karierze

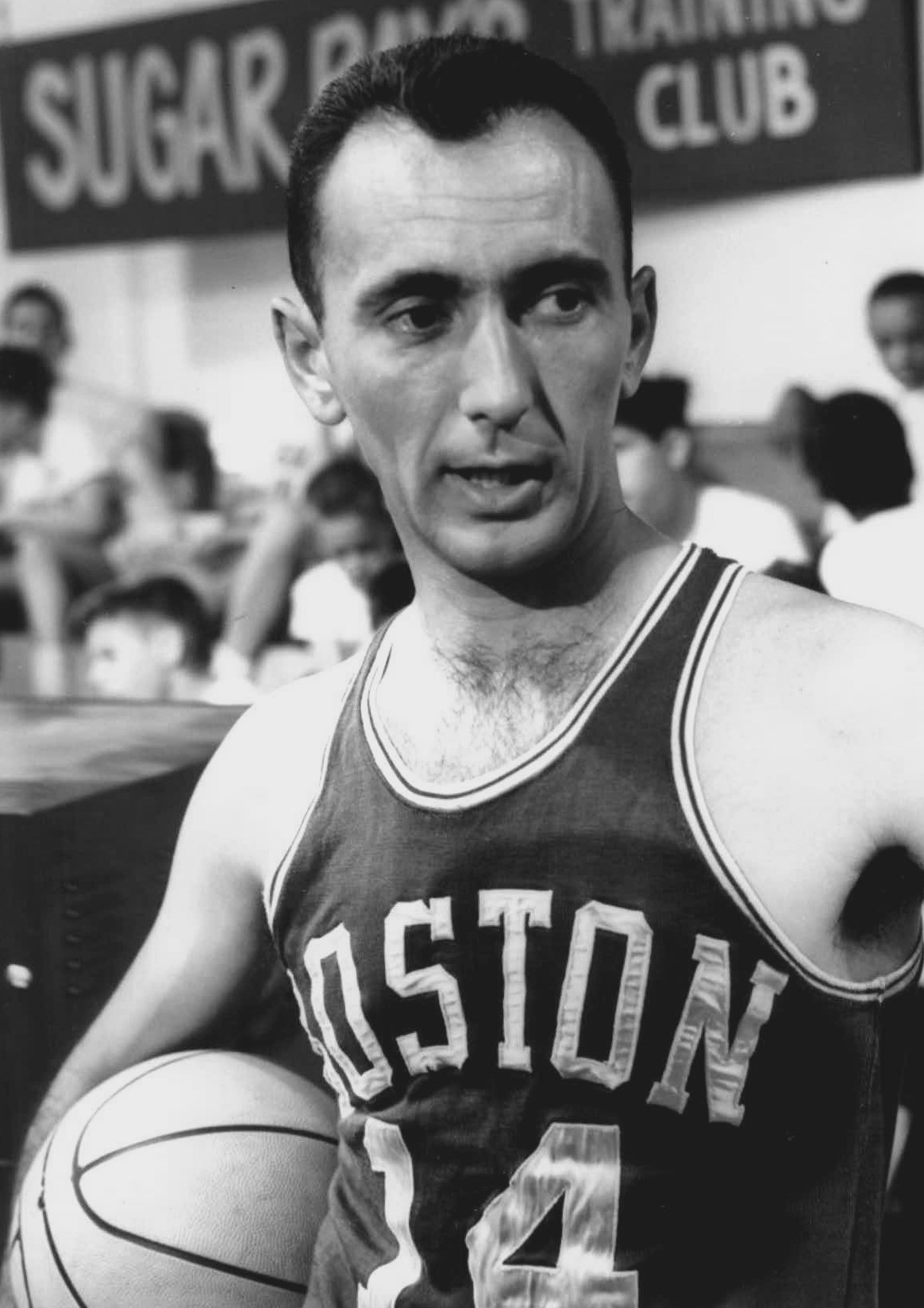
Bob Cousy sięgał po nią dwukrotnie podczas swojej kariery

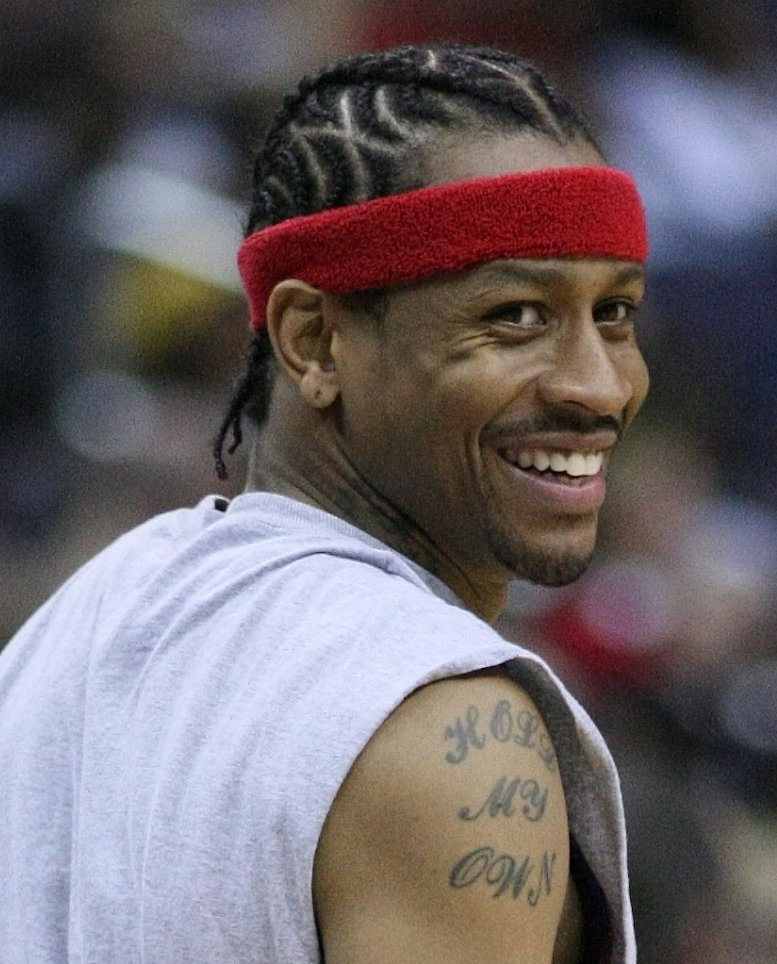
Allen Iverson otrzymał ją dwukrotnie

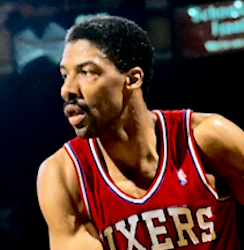
Julius Erving – dwukrotny MVP All-Star Game

| Koszykarz         | Liczba nagród | Sezony                  |
| ----------------- | ------------- | ----------------------- |
| Bob Pettit        | 4             | 1956, 1958-1959 i 1962  |
| Kobe Bryant       | 4             | 2002, 2007, 2009 i 2011 |
| Oscar Robertson   | 3             | 1961, 1964 i 1969       |
| Michael Jordan    | 3             | 1988, 1996 i 1998       |
| Shaquille O’Neal  | 3             | 2000, 2004 i 2009       |
| LeBron James      | 3             | 2006, 2008 i 2018       |
| Bob Cousy         | 2             | 1954 i 1957             |
| Julius Erving     | 2             | 1977 i 1983             |
| Isiah Thomas      | 2             | 1984 i 1986             |
| Karl Malone       | 2             | 1989 i 1993             |
| Magic Johnson     | 2             | 1990 i 1992             |
| Allen Iverson     | 2             | 2001 i 2005             |
| Russell Westbrook | 2             | 2015 i 2016             |
| Kevin Durant      | 2             | 2012 i 2019             |
| Stephen Curry     | 2             | 2022 i 2025             |
| Ed Macauley       | 1             | 1951                    |
| Paul Arizin       | 1             | 1952                    |
| George Mikan      | 1             | 1953                    |
| Bill Sharman      | 1             | 1955                    |
| Elgin Baylor      | 1             | 1959                    |
| Wilt Chamberlain  | 1             | 1960                    |
| Bill Russell      | 1             | 1963                    |
| Jerry Lucas       | 1             | 1965                    |
| Adrian Smith      | 1             | 1966                    |
| Rick Barry        | 1             | 1967                    |
| Hal Greer         | 1             | 1968                    |
| Willis Reed       | 1             | 1970                    |
| Lenny Wilkens     | 1             | 1971                    |
| Jerry West        | 1             | 1972                    |
| Dave Cowens       | 1             | 1973                    |
| Bob Lanier        | 1             | 1974                    |
| Walt Frazier      | 1             | 1975                    |
| Dave Bing         | 1             | 1976                    |
| Randy Smith       | 1             | 1978                    |
| David Thompson    | 1             | 1979                    |
| George Gervin     | 1             | 1980                    |
| Nate Archibald    | 1             | 1981                    |
| Larry Bird        | 1             | 1982                    |
| Ralph Sampson     | 1             | 1985                    |
| Tom Chambers      | 1             | 1987                    |
| Charles Barkley   | 1             | 1991                    |
| John Stockton     | 1             | 1993                    |
| Scottie Pippen    | 1             | 1994                    |
| Mitch Richmond    | 1             | 1995                    |
| Glen Rice         | 1             | 1997                    |
| Tim Duncan        | 1             | 2000                    |
| Kevin Garnett     | 1             | 2003                    |
| Dwyane Wade       | 1             | 2010                    |
| Chris Paul        | 1             | 2013                    |
| Kyrie Irving      | 1             | 2014                    |
| Anthony Davis     | 1             | 2017                    |
| Jayson Tatum      | 1             | 2023                    |
| Damian Lillard    | 1             | 2024                    |

## Klasyfikacja klubowa
| Klub                                             | Liczba trofeów | Sezony                                                     |
| ------------------------------------------------ | -------------- | ---------------------------------------------------------- |
| Los Angeles Lakers                               | 11             | 1953, 1959, 1972, 1990, 1992, 2000, 2002, 2004, 2007, 2011 |
| Boston Celtics                                   | 9              | 1951, 1954–1955, 1957, 1963, 1973, 1981–1982, 2023         |
| Philadelphia 76ers                               | 6              | 1967, 1977, 1983, 1991, 2001, 2005                         |
| Cincinnati Royals/Sacramento Kings               | 5              | 1961, 1964–1966, 1995                                      |
| Chicago Bulls                                    | 4              | 1988, 1994, 1996, 1998                                     |
| Cleveland Cavaliers                              | 4              | 2006, 2008, 2014, 2018                                     |
| Philadelphia/San Francisco/Golden State Warriors | 4              | 1952, 1960, 1967, 2019, 2022                               |
| St. Louis Hawks                                  | 3              | 1956, 1958, 1959                                           |
| Detroit Pistons                                  | 3              | 1974, 1984, 1986                                           |
| Oklahoma City Thunder                            | 3              | 2012, 2015, 2016                                           |
| Buffalo Braves / Los Angeles Clippers            | 3              | 1978, 2013, 2020                                           |
| San Antonio Spurs                                | 2              | 1980, 2000                                                 |
| Seattle SuperSonics                              | 2              | 1971, 1987                                                 |
| Utah Jazz                                        | 2              | 1989, 1994                                                 |
| Milwaukee Bucks                                  | 2              | 2021, 2024                                                 |
| New York Knicks                                  | 1              | 1970                                                       |
| Washington Bullets                               | 1              | 1976                                                       |
| Denver Nuggets                                   | 1              | 1979                                                       |
| Houston Rockets                                  | 1              | 1985                                                       |
| Charlotte Hornets                                | 1              | 1997                                                       |
| Minnesota Timberwolves                           | 1              | 2003                                                       |
| Phoenix Suns                                     | 1              | 2009                                                       |
| Miami Heat                                       | 1              | 2010                                                       |